# Kazakhstan Badminton Federation
Die Kazakhstan Badminton Federation (KBF) ist die oberste nationale administrative Organisation in der Sportart Badminton in Kasachstan. Sie wird durch die kasachische Badmintonnationalmannschaft repräsentiert.

## Geschichte
Die Kazakhstan Badminton Federation wurde 1966 als Sportverband der kasachischen Sowjetrepublik gegründet. Als Regionalverbände existierten Karaganda, Nordkasachstan, Ostkasachstan, Semipalatinsk, Pawlodar, Kustanai, Südkasachstan und Almaty. Mit dem Zerfall der Sowjetunion übernahm die Föderation Ende 1991 den Status eines nationalen Verbandes und wurde Mitglied im Weltverband Badminton World Federation. Der Verband ist ebenfalls Mitglied im kontinentalen Dachverband Badminton Asia Confederation. Der Sitz des Verbandes befindet sich in Astana. Der Verband gehört dem Nationalen Olympischen Komitee an.

## Bedeutende Veranstaltungen, Turniere und Ligen
- Kasachische Meisterschaft
- Kazakhstan International
- Kazakhstan Future Series
- Kazakhstan Juniors

## Bedeutende Persönlichkeiten
- Ulan Baizhanov, Präsident